# Флунитразепам
Флунитразепам (Flunitrazepam) — снотворный, седативный препарат. Синонимы: Рогипнол, Hypnodorm, Hypnosedon, Narcozep, Primum, Rohypnol, Sedex, Valsera, Roofies и др.

## Описание
По структуре и действию близок к нитразепаму (содержит дополнительный атом фтора и группу CH3).
Оказывает седативное, снотворное и противосудорожное действие.
Применяют внутрь и парентерально (внутримышечно или внутривенно).
Внутрь в виде таблеток применяют при разных видах бессонницы. Назначают взрослым по 1—2 мг (1/2 — 1 таблетка перед сном), пожилым больным — по 0,5 мг (1/4 таблетки); детям в возрасте до 15 лет — от 0,5 до 1,5 мг (1/4 — 1/2 — 3/4 таблетки).
Парентерально применяют в анестезиологической практике для премедикации и введения в наркоз. Для премедикации назначают внутримышечно по 1—2 мг (0,015—0,03 мг/кг), для введения в наркоз — внутривенно в той же дозе (вводят медленно — 1 мг в течение 30 с).
Возможные побочные явления, меры предосторожности в основном такие же, как при использовании нитразепама.

## Злоупотребление
Употребление препарата в комбинации с алкоголем и/или опиатами может привести к провалам в памяти. Благодаря этому эффекту Флунитразепам снискал себе славу «наркотика изнасилования» (англ. date rape drug). Подвергшись воздействию препарата, жертвы изнасилования и других противоправных актов, как правило, не могут вспомнить деталей произошедшего. Бум злоупотребления препаратом в противоправных целях пришёлся на 1990-е годы — белые и безвкусные таблетки было трудно обнаружить в составе алкогольных напитков. В 1999 году производители изменили состав препарата, придав ему горьковатый привкус и свойства красителя (бесцветная жидкость принимает голубоватый оттенок).
Сленговое название Флунитразепама: R2. 
Курт Кобейн 4 марта 1994 года, находясь в Риме, впал в кому после приёма препарата и большого количества спиртного.
На факте злоупотребления Флунитразепамом базируется сюжет фильма «Мальчишник в Вегасе». В сериале «Беверли-Хиллз 90210» несколько серий 8 сезона посвящены факту использования рогипнола для изнасилования одной из главных героинь. 
В телесериале «Декстер» (s02e10) Лайла приобретает рогипнол у наркодилера для инсценировки своего изнасилования. 
В сериале «Скорая помощь» (s03e17) фигурировала пациентка, изнасилованная с применением этого препарата. 
В книге Мишель Адамс «Моя сестра» флунитразепам несколько раз используется с теми же целями.
В фильме «Медсестра» одна главная героиня накачивает другую, чтобы её изнасиловать и самой, и вместе с каким-то парнем из бара.
В фильме Kingsman: Секретная служба главные герои подверглись воздействию рогипнола в качестве одного из испытаний.

## Противопоказания
Беременность. В инструкциях по применению ясно обозначены все риски для плода. Препарат не следует принимать во время беременности.

## Побочные действия
Со стороны нервной системы и органов чувств: головная боль, головокружение, повышенная утомляемость, слабость, нарушение концентрации внимания, спутанность сознания, замедление физических и психических реакций, мышечная слабость, парестезии, антероградная амнезия (может сопровождаться странным поведением), дезориентация при пробуждении, парадоксальные реакции (тревога, галлюцинации, возбуждение, раздражительность, агрессивность, бред, приступы ярости, кошмарные сновидения, психоз), нарушение сна, сонливость в дневное время, проявление латентной депрессии, усталость, атаксия, диплопия, эпилептические припадки, явление последействия.
Прочие: лейкопения, агранулоцитоз, затруднение дыхания, гипотензия, диспептические явления, кожная сыпь, ангионевротический отек, задержка мочеиспускания, изменение либидо.
Возможны привыкание, лекарственная зависимость, синдром отмены и «отдачи»

## Передозировка
Симптомы: сонливость, спутанность сознания, вялость, атаксия, мышечная гипотония, артериальная гипотензия, угнетение дыхания, кома, возможен летальный исход.

## Лечение
Индукция рвоты, промывание желудка, прием активированного угля, обеспечение проходимости дыхательных путей, мониторинг жизненноважных функций, введение специфического антагониста бензодиазепиновых рецепторов флумазенила (в условиях стационара).

## Форма выпуска
Формы выпуска: таблетки, содержащие по 0,002 г (2 мг) флунитразепама, в упаковке по 10, 30 и 100 штук; в ампулах, содержащих 2 мг препарата с приложением ампул с 1 мл стерильной воды для инъекций, в упаковке по 25 ампул. Непосредственно перед инъекцией содержимое ампулы разводят прилагаемой водой. Без добавления растворителя, вводить содержимое ампулы с препаратом нельзя.

### Хранение
Хранение: список Б.